# Alfonso Rosanova
Alfonso Rosanova (Sant'Antonio Abate, 1928 – Salerno, 19 aprile 1982) è stato un mafioso italiano, santista della Nuova Camorra Organizzata di Raffaele Cutolo.

## Biografia
Definito "cassiere", "mente" o, addirittura, "guida spirituale" della NCO, Alfonso Rosanova è stato un esponente di rilievo del cartello fondato da Cutolo tra la metà e la fine degli anni '70, all'interno del quale era elevato al rango di 'santista'. Importante anello di congiunzione tra NCO e politica, nel corso della sua carriera criminale, Rosanova allacciò solidi rapporti con politici locali e di caratura nazionale (come Antonio Gava e Francesco Patriarca). In una occasione Rosanova, detenuto a Poggioreale - era il 1976 - indusse i detenuti Pasquale Galasso, Carmine Alfieri e Raffaele Cutolo, anch'essi all'epoca reclusi presso il carcere di Poggioreale, a votare per Francesco Patriarca. Secondo il collaboratore di giustizia Pasquale Galasso, Raffaele Cutolo diede il suo voto a Patriarca non poiché provasse una stima nei riguardi di questi, bensì per via del fatto che Rosanova esercitava su Cutolo un forte ascendente. Suo figlio e omonimo Alfonso Ferrara Rosanova junior, divenuto collaboratore di giustizia, dichiarò ai giudici che Rosanova trascorse gran parte della sua latitanza nella sede della Democrazia Cristiana e a Palazzo Chigi e che, a Roma, conobbe alcune tra le più elevate dignità dorotee ed altri politici di primo piano. Il 27 aprile 1981, l'assessore regionale ai lavori pubblici in Campania e presidente della commissione che gestiva gli appalti del post-terremoto del 1980, Ciro Cirillo, viene rapito a Torre del Greco da un commando delle Brigate Rosse. Per addivenire alla liberazione dell'assessore, verrà avviata una trattativa tra esponenti della Democrazia Cristiana, Servizi Segreti, brigatisti (guidati da Giovanni Senzani) e camorristi, tra cui Cutolo, il suo vice Enzo Casillo, numero 2 della NCO, il quale, ancorché latitante, faceva visita a Cutolo, detenuto nel supercarcere di Ascoli Piceno, previo l'aver esibito un tesserino che ne attestava l'appartenenza ai Servizi Segreti e Alfonso Rosanova: fu proprio quest'ultimo a mettere in contatto esponenti della DC e brigatisti. L'assessore Cirillo verrà poi liberato dai brigatisti il 24 luglio 1981, previo il pagamento di un riscatto pari a 450 milioni di lire. 
Compiuta la metamorfosi da estorsore a manager della Camorra, Rosanova arrivò a controllare un vasto territorio tra la Penisola sorrentina e l'Agro Nocerino-Sarnese e a gestire un giro d'affari miliardario: possedeva una spropositata quantità di immobili, era amministratore unico di una società che si occupava di compravendita di suoli e immobili e acquistò, al prezzo di 750 milioni, il "Giardino Romantico" di Massa Lubrense; era inoltre attivo nel traffico internazionale di sostanze stupefacenti.

### L'omicidio
La notte tra il 18 e il 19 aprile del 1982, Alfonso Rosanova si trova ricoverato presso l'ospedale "Giovanni da Procida" di Salerno allorquando un gruppo di sicari armati di pistole calibro 7,65 e 375 Magnum nonché fucili a canne mozze, su ordine di Carmine Alfieri e Pasquale Galasso, fa irruzione all'interno del nosocomio col fine di assassinare Rosanova (detenuto nel carcere di Salerno e ricoverato per problemi cardiaci). Il gruppo riesce a raggiungere la stanza in cui il boss è degente e, una volta bloccati gli agenti che lo piantonano, a farvi irruzione. Rosanova pensa ad un'evasione, che quegli uomini armati e con volto travisato da passamontagna, siano lì per farlo fuggire; i killer gli ordinano di stendersi a terra e compiono l'esecuzione: vengono esplosi in tutto otto colpi, che lasciano Rosanova lì in terra, esanime. Uno dei due agenti che piantonavano il boss di Sant'Antonio Abate, a seguito dell'evento, riporterà uno shock psicologico. Dopo la morte di Rosanova, l'allora sindaco di Sant'Antonio Abate, Giuseppe D'Antuono, farà affiggere dappertutto manifesti a lutto per ricordare il boss.

### L'assassinio dei figli
Luglio 1988: Luigi e Aniello Rosanova, rispettivamente di 28 e 24 anni, figli di Alfonso, passeggiano lungo la centrale via Roma, in Sant'Antonio Abate. Si fermano dinanzi una gioielleria, a chiacchierare con alcuni amici. D'improvviso, due auto di grossa cilindrata con a bordo nove uomini, si fermano davanti a loro: sette di questi, muniti di fucili a pompa, mitragliette e pistole, scendono e fanno partire scariche di proiettili che non lasciano scampo alcuno ai due fratelli Rosanova. Nel corso del raid omicidiario, rimarrà ferita anche una ragazza innocente. Il duplice omicidio verrà poi attribuito alla faida tra il clan Rosanova-Abagnale di Sant'Antonio Abate e il cartello Alfieri-Galasso.